# Pseudoxandra cuspidata
Pseudoxandra cuspidata är en kirimojaväxtart som beskrevs av Paulus Johannes Maria Maas. Pseudoxandra cuspidata ingår i släktet Pseudoxandra och familjen kirimojaväxter. Inga underarter finns listade i Catalogue of Life.